# Marauders de McMaster
Les Marauders de McMaster sont les équipes sportives universitaires représentant l'Université McMaster, situé à Hamilton, Ontario, Canada.

## Équipes[1]
- Athlétisme et Cross-country (M/F)
- Basket-ball (M/F)
- Football (M/F)
- Football canadien (M)
- Lutte (M/F)
- Natation (M/F)
- Rugby à XV (F)
- Volley-ball (M/F)